# Damenstift Oedingen
Das Damenstift Oedingen war ein Kloster im heutigen Stadtteil Oedingen von Lennestadt. Es wurde um das Jahr 1000 gegründet und bestand bis zur Auflösung 1533.

## Geschichte und Entwicklung

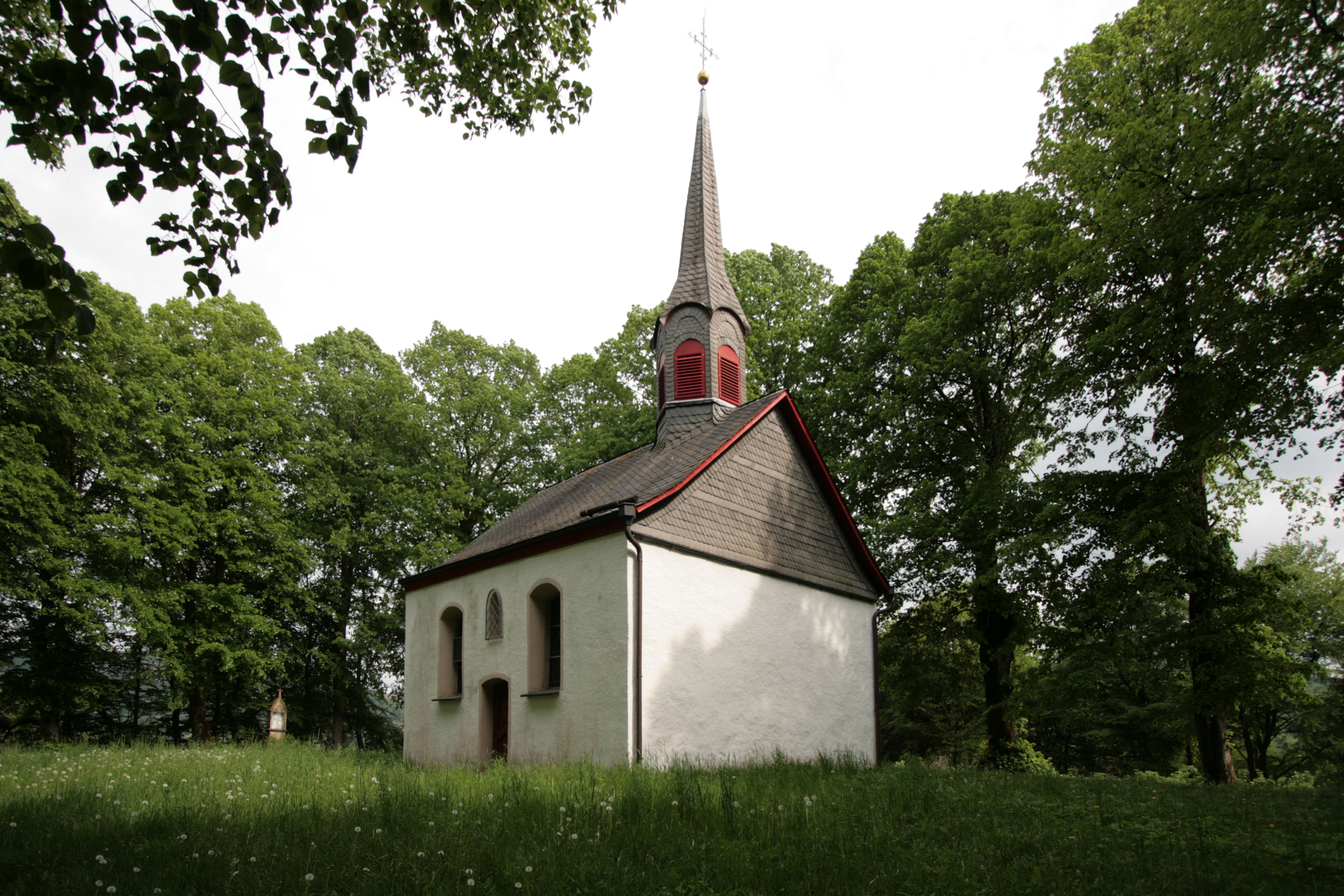
Kapelle auf dem Oedingerberg

Aus Trauer über den Tod ihres Mannes Graf Hermann I. von Werl, der kurz vor dem Jahr 1000 verstarb, gründete dessen Frau Gerberga von Burgund das Damenstift Oedingen auf dem Oedinger Berg im Lochtropgau und zog sich nach Einrichtung desselben dorthin zurück. Gerberga war die Tochter des Königs Konrad III. von Burgund, ihre Mutter Mathilde die Tochter des Königs Ludwig IV. von Frankreich. Ihre Tante Adelheid von Burgund, die Schwester ihres Vaters, war die Gemahlin Ottos des Großen.
Die Gründung wurde von Kaiser Otto III. am (18) 21. Mai 1000 bestätigt. Das Stift erhielt dieselben Rechte wie die Stifte Essen und Quedlinburg. Kaiser Otto III. nahm das Stift in seinen persönlichen Schutz. Kein Bischof oder weltlicher Richter noch Graf oder sonst wer konnte über das Stift richten oder es in irgendeiner Weise beanspruchen. Die Stiftsdamen durften ihre Äbtissin und ihren eigenen Vogt wählen, der sie in weltlichen Dingen nach außen vertrat. Die Stiftung war eine reine Familienstiftung, die westfälische Gräfin Gerberga war die erste Äbtissin, der westfälische Graf von Werl der Vogt. Die Gründerin Gerberga heiratete bereits nach kurzer Zeit im Stift den Herzog Hermann vom Schwaben. Nach dessen Tode im Jahr 1003 kehrte sie anscheinend wieder ins Stift Oedingen zurück.
Vermutlich lebten im Stift die Damen des gräflichen Geschlechts sowie andere aus dem Hochadel. Sie brauchten auch kein Gelübde abzulegen und durften ihr Privatvermögen zur freien Verfügung halten. Im Stift sahen die adeligen Familien später eine Versorgungsmöglichkeit für ihre Töchter bis zu ihrer Heirat.
Im Jahre 1042 ist die Tochter des Grafen Hermann II. von Werl, des Sohnes der Gründerin, mit Namen Gerberge, die Äbtissin von Oedingen. Aus Urkunden geht hervor, das von 1175 bis 1200, Adelheid, Tochter des Grafen Heinrich I. von Arnsberg, Äbtissin war. Um 1214 heißt die Äbtissin Jutta, und 1232 scheint die Abhängigkeit vom Stift Meschede nicht mehr so groß gewesen zu sein. 1272 heißt die Äbtissin Agnes von Arnsberg, eine Tochter des Grafen Gottfried von Arnsberg.
Mit dem Verkauf der Grafschaft Arnsberg durch den letzten Grafen Gottfried IV. 1368 musste er das Familienstift Oedingen zurückgeben, da ihm der nötige Schutz versagt wurde.
Da die meisten Damenstifte in Klöster umgewandelt wurden, wohnten zuletzt nur noch zwei Stiftsdamen in Oedingen, und es wurde 1533 aufgelöst. Der Erzbischof Hermann V. nahm es vorläufig in seinen Besitz. Sein Nachfolger Bischof Adolf III. von Schaumburg wollte es dem Kloster Grafschaft überweisen, worüber er jedoch verstarb. Sein Nachfolger Bischof Salentin von Isenburg überwies einen Teil zum Stift nach Meschede, einen anderen brauchte er zur Dotation der Schulen zu Werl. Die übrig gebliebenen Renten wurden 1601 den armen Klosterfrauen zu Odacker geschenkt. Die Stiftskirche war 1670 bereits verfallen, die in ihrem Altar befindlichen Reliquien wurden in die heutige Pfarrkirche übertragen.

## Urkunden
- Am 18. Mai 1000 bestätigt Kaiser Otto III. in Elspe die Stiftung des Nonnenklosters Oedingen durch Gerberge, die Mutter des Grafen Hermann (von Arnsberg), in dessen Grafschaft der Ort Oedingen und der Pagus Lohtorp, wozu er gehörte, gelegen waren, und verleiht ihm ausgezeichnete Privilegien. (SU II, Nr. 18)
- 1025 Freistühle gehörten auch zu vielen Klostervogteien und geistlichen Grundherrschaften u. a. auch in Oedingen. Ihre Entstehung kann man alle vor dem Jahre 1025 datieren
- Am 30. Juni 1068 befreit Erzbischof Anno der Heilige auf Bitten der Äbtissin Gerberge den der Kirche zu Oedingen gehörigen Hof Witenchusen in pago Sosaciensi von aller Zehntpflicht, wogegen der Villicus von Grening eine Entschädigung erhält. (SU II, Nr. 29)
- 1175 bestätigt Erzbischof Philipp I. von Heinsberg den Tausch von 2 Mansis zwischen den Klöstern Oedingen und Scheda. Derjenige, welchen dadurch das Erste erwarb, lag in der Villa Ennest, der, welcher dem Letzten zufiel, in der Villa Birincdorb. (SU II, Nr. 68)
- Am 12. März 1179 bekundet Erzbischof Philipp I. einen Tausch zwischen den Klöstern Oedingen und Oelinghausen über zwei Bauernhöfe zu Bredenbeck und Oelinghausen, wovon der Letzte zu dem Haupthofe Geveren gehöre. (SU II, Nr. 77)
- Am 15. April 1203 Nach einer Urkunde der Äbtissin Jutta zu Meschede und Oedingen wird neben anderen Geistlichen und Laien auch der Priester Henrikus von Elspe genannt. Brill Seite 41
- 1216 vertauschen die Klöster Oedingen und Rumbeck mit Bewilligung ihrer Vögte Güter, welche zu den Haupthöfen Sirenchusen und Berge gehörten. (SU II, Nr. 144)
- 1232 übertragen die Äbtissin Jutta von Meschede und die Pröpstin Guda von Oedingen mit Bewilligung ihres Vogtes, des Grafen von Arnsberg, dem Kloster Wedinghausen die Äcker zu Odensvelt mit der Verbindlichkeit, davon jährlich 6 Denare an dem Haupthof Ruren zu entrichten. Der Villicus und die ganze zu diesem Hof gehörige Familie sind damit einverstanden. (SU II, Nr. 200)
- Am 24. April 1238 übergibt Jutta, Äbtissin von Meschede und Oedingen, dem Grafen Gottfried II. von Arnsberg einen zum Oedinger Haupthof gehörenden Wald, wogegen der Graf auf gewisse Einkünfte und Rechte, die er als Advocat zu Oedingen von dem Hofe hatte, verzichtet und den Schulten zu Bau-, Geschirr- und Brandholz sowie zur Mast im Odacker Walde berechtigte. (SU II, Nr. 210)
- Am 16. März 1272 genehmigen Pröpstin und Convent zu Oedingen den von ihrer Äbtissin Agnes abgeschlossenen Tausch einiger Bauernhöfe mit dem Kloster Oelinghausen. (SU II, Nr. 355)
- Am 10. März 1341 bekennt Philipp Sobbe, von der Pröpstin und dem Kapitel zu Oedingen den Hof zu Sconenlo in Pacht erhalten zu haben. (SU III, Nr. 677)
- Am 14. Februar 1354 verkaufen die Hofesleute von Ober- und Nieder-Salvey zum Vortheil ihrer Kapelle dem Convent der Kirche zu Oedingen ein Markenrecht in ihrem Walde. (SU III, Nr. 729)
- Am 13. Januar 1374 beauftragt Papst Gregor XI. den Dechant zu Meschede, alle von der Kirche zu Oedingen auf unrechtmäßige Weise veräußerten Güter zu derselben zurückzubringen. (SU III, Nr. 839)
- Am 31. Mai 1397 verlegt der Kölnische Weihbischof Konrad von Arnsberg das Kirchweihfest der Kirche zu Oedingen von dem Tage Johannis Enthauptung, wo es bis dahin gefeiert worden, auf den Geburtstag Johannes des Täufers und beschenkt es mit Ablässen. (SU III, Nr. 894)
- Am 6. August 1457 Bürgermeister und Rat von Attendorn entscheiden über das zwischen dem Pastor zu Odyngen und dem Altaristen Johan Keyser zu Elspe strittige Gütchen zu Oedingen zugunsten Keysers.
- 1533 erfolgte die Aufhebung des Damenstifts Oedingen, der damit verbundenen Oedinger Zehnte ging an die Werler Ratsschule über. (LWL)